# Alain Dupontreue
Alain Dupontreue (* 26. Januar 1948 in Puteaux) ist ein ehemaliger französischer Radrennfahrer und nationaler Meister im Radsport.

## Sportliche Laufbahn
Dupontreue war Bahnradsportler. Von 1970 bis 1973 gewann er die nationale Meisterschaft im Steherrennen der Amateure. Bei den Berufsfahrern holte er den Titel 1974 sowie von 1976 bis 1978.
Bei den Bahnradsport-Weltmeisterschaften 1974 belegte er beim Sieg von Gaby Minneboo den 4. Platz im Steherrennen der Amateure.
Mit Christian Brasseur als Partner siegte er 1969 im Sechstagerennen der Amateure in Charleroi. 1970 war er mit Daniel Morelon in Grenoble erfolgreich.
Auf der Straße gewann er 1965 das Eintagesrennen Paris–Berchères.